# رونالد استرتون
رونالد استرتون (انگلیسی: Ronald Stretton; ۱۳ فوریهٔ ۱۹۳۰ – ۱۲ نوامبر ۲۰۱۲) دوچرخه‌سوار اهل بریتانیا بود.
وی در مسابقات کشوری و بین‌المللی در مجموع برندهٔ ۱ مدال برنز شده‌است.